# Josephsoneffekt
Josephson-effekt är ett fenomen i kvantfysiken, som beskriver en tunnelström mellan två supraledare, åtskilda av en ytterst tunn isolerande barriär. Fysikern Brian D. Josephson förutsåg denna effekt i teorin 1962, vilken senare bekräftades genom en rad av experiment. 1973 tilldelades Josephson Nobelpriset i fysik för denna bedrift.
Även om Josephson-effekten uppmättes först i supraledare, kom begreppet senare att generaliseras: Man talar om Josephson-effekter, där två makroskopiska vågfunktioner är svagt kopplade (via en tunnelbarriär).
Effekten innebär bl. a. att en högfrekvent växelström passerar genom barriären när man lägger en likspänning över den. Frekvensen f bestäms av spänningen V, elektronladdningen e och Plancks konstant h enligt formeln f = 2eV/h. Effekten kan utnyttjas för att bestämma de viktiga atomkonstanterna e och h med långt större precision än vad som tidigare varit möjligt. 